# Rafaël Harvey-Pinard
Rafaël Harvey-Pinard (Jonquière, Quebec, 6 de enero de 1999) apodado RHP, es un jugador profesional canadiense de hockey sobre hielo que se desempeña en la posición de extremo izquierdo en Pittsburgh Penguins, equipo de la National Hockey League (NHL).

## Carrera
Fue seleccionado en la séptima ronda en la NHL Entry Draft de 2019. En 2021 hizo su debut profesional con el equipo Montreal Canadiens, donde lleva jugando tres temporadas.